# Liga Uruguaya de Basketball
La Liga Uruguaya de Básquetbol (abbreviata LUB; in inglese: Uruguayan Basketball League) è la più importante lega professionistica di pallacanestro per club in Uruguay. È organizzata dalla Federazione cestistica dell'Uruguay (Federación Uruguaya de Basketball). La competizione della Liga Uruguaya de Básquetbol ha avuto inizio nel 2003. Prima di quella data, i campionati uruguaiani di basket erano esclusivamente locali e metropolitani, e non esistevano tornei che riunissero tutti i club del paese. Fino alla creazione della Liga Uruguaya de Básquetbol, i club della capitale partecipavano al Campeonato Uruguayo Federal de Básquetbol (Campionato Federale Uruguaiano di Pallacanestro), mentre i club del resto del paese prendevano parte a tornei regionali. Il Campionato Federale Uruguaiano di Pallacanestro era stato fondato nel 1915, cosa che lo rendeva uno dei più antichi del continente.
La prima edizione della LUB si concluse in modo drammatico, con una vittoria all’ultimo secondo che consegnò il titolo della lega uruguaiana al Defensor Sporting, che avrebbe poi vinto nuovamente nella stagione 2009-10. Finora, il Defensor Sporting sarà l’unico club ad aver partecipato a tutte le stagioni della lega, dopo la retrocessione del Trouville nella stagione 2024–25.

## Formato
La LUB attualmente si disputa in quattro fasi: Torneo Clasificatorio (Torneo di Qualificazione), Fase Campeonato (Fase Campionato) o Reclasificatorio (Requalificatore), play-in e play-off.
- Torneo di Qualificazione: I club metropolitani si affrontano due volte, in casa e in trasferta, e le prime sei della classifica accedono alla Fase Campionato, nella quale la partecipazione ai playoff è garantita per tutti. Le ultime sei squadre si contendono il Reclasificatorio.
- Fase Campionato: Questa fase, disputata da sei squadre, prevede che i club si affrontino una volta sola. Il vantaggio del campo viene assegnato in base agli scontri testa a testa verificatisi durante il Torneo di Qualificazione. Tale fase serve esclusivamente a definire le posizioni per l'accesso ai playoff.
- Reclasificatorio: Anche questa fase è disputata da sei squadre, che si affrontano una volta sola, con il vantaggio del campo determinato dagli scontri testa a testa del Torneo di Qualificazione. Le ultime due squadre vengono retrocesse in Seconda Divisione per partecipare alla Liga de Ascenso, mentre le prime quattro avanzano al primo turno del play-in. I vincitori di questa fase si sfidano contro i finalisti dell’OBL (un torneo che vede la partecipazione delle prime due squadre dei tornei regionali di Paysandú, Salto e Soriano).
- Play-in: Questa fase si articola in due turni, con serie al meglio delle tre partite. Nel primo turno le accoppiate sono:

A) 1° del Reclasificatorio vs. 4° del Reclasificatorio
B) 2° del Reclasificatorio vs. 3° del Reclasificatorio
Nel secondo turno le accoppiate sono:
C) 1° dell’OBL contro il vincitore della serie B
D) 2° dell’OBL contro il vincitore della serie A
- Play-off: Le squadre si contendono il titolo in serie al meglio delle cinque partite. Il primo turno, ovvero i quarti di finale, prevede le seguenti accoppiate:

E) 1º classificato contro il vincitore della serie D
F) 2º classificato contro il vincitore della serie C
G) 3º classificato contro il 6º classificato
H) 4º classificato contro il 5º classificato
Le semifinali sono così organizzate:
- Vincitore della serie E contro vincitore della serie H
- Vincitore della serie F contro vincitore della serie G

I vincitori di queste semifinali si affrontano in finale, disputata in una serie al meglio delle sette partite, con il vincitore che viene incoronato campione della LUB.
Infine, i finalisti parteciperanno alla stagione successiva della Basketball Champions League Americas, mentre le squadre sconfitte nelle semifinali accederanno alla Liga Sudamericana.

## Squadre attuali
L'elenco delle squadre che partecipano all'edizione 2024-2025 della LUB.
| Squadra            | Città      | Arena                                     | Capacità | Fondazione | Stagioni | Titoli |
| Aguada             | Montevideo | Estadio Propio Aguatero                   | 3,738    | 1922       | 21       | 4      |
| Club Biguá         | Montevideo | Gimnasio Biguá de Villa Biarritz          | 1,200    | 1931       | 21       | 4      |
| Cordón             | Montevideo | Gimnasio Julio C. Zito Barrella           | 710      | 1944       | 12       | 0      |
| Defensor Sporting  | Montevideo | Gimnasio Óscar Magurno                    | 800      | 1910       | 22       | 2      |
| Ferro Carril Salto | Salto      | Polideportivo 1° de Diciembre de 1912     | 3,000    | 1912       | 3        | 0      |
| Hebraica Macabi    | Montevideo | Gimnasio Unión Atlética.                  | 750      | 1939       | 17       | 4      |
| Malvín             | Montevideo | Gimnasio Juan Francisco Canil             | 900      | 1938       | 21       | 5      |
| Nacional           | Montevideo | Polideportivo del Gran Parque Central     | 800      | 1899       | 10       | 0      |
| Peñarol            | Montevideo | Estadio Cr. Gastón Güelfi                 | 4,700    | 1891       | 5        | 0      |
| Remeros Mercedes   | Mercedes   | Gimnasio Agrimensor Mario Eduardo Bellini | 400      | 1925       | 3        | 0      |
| Trouville          | Montevideo | Gimnasio Trouville                        | 780      | 1922       | 22       | 1      |
| Urunday Univ.      | Montevideo | Gimnasio Urunday Universitario            | 700      | 1931       | 8        | 0      |
| Urupan de Pando    | Pando      | Gimnasio Santiago A. Cigliuti             | 700      | 1924       | 5        | 0      |
| Welcome            | Montevideo | Gimnasio Óscar Magurno                    | 900      | 1926       | 12       | 0      |

## Albo d'oro
| Stagione | Campioni          | Risultato | Finalista         | Allenatore campione   |
| -------- | ----------------- | --------- | ----------------- | --------------------- |
| 2003     | Defensor Sporting | 3–2       | Paysandu BC       | Gerardo Jauri         |
| 2004–05  | Salto Uruguay     | 3–1       | Paysandu BC       | Javier Espíndola      |
| 2005–06  | Trouville         | 3–0       | Aguada            | Alejandro González    |
| 2006–07  | Malvín            | 3–1       | Club Biguá        | Pablo López           |
| 2007–08  | Club Biguá        | 3–0       | Hebraica Macabi   | Marcelo Signorelli    |
| 2008–09  | Club Biguá        | 3–0       | Defensor Sporting | Néstor García         |
| 2009–10  | Defensor Sporting | 3–0       | Malvín            | Gerardo Jauri         |
| 2010–11  | Malvín            | 3–1       | Club Biguá        | Pablo López           |
| 2011–12  | Hebraica Macabi   | 3–2       | Malvín            | Marcelo Signorelli    |
| 2012–13  | Aguada            | 4–3       | Defensor Sporting | Javier Espíndola      |
| 2013–14  | Malvín            | 4–1       | Defensor Sporting | Pablo López           |
| 2014–15  | Malvín            | 4–1       | Trouville         | Pablo López           |
| 2015–16  | Hebraica Macabi   | 4–2       | Defensor Sporting | Leonardo Zylbersztein |
| 2016–17  | Hebraica Macabi   | 4–3       | Aguada            | Leonardo Zylbersztein |
| 2017–18  | Malvín            | 4–3       | Aguada            | Pablo López           |
| 2018–19  | Aguada            | 4–3       | Malvín            | Miguel Volcan         |
| 2019–20  | Aguada            | 3–1       | Trouville         | Adrián Capelli        |
| 2021     | Club Biguá        | 3–2       | Nacional          | Hernán Laginestra     |
| 2021–22  | Club Biguá        | 4–1       | Peñarol           | Diego Cal             |
| 2022–23  | Hebraica Macabi   | 4–2       | Nacional          | Leonardo Zylbersztein |
| 2023–24  | Aguada            | 4–1       | Peñarol           | Germán Cortizas       |
| 2024–25  | Nacional          | 4–3       | Aguada            | Álvaro Ponce          |

## Titoli per squadra

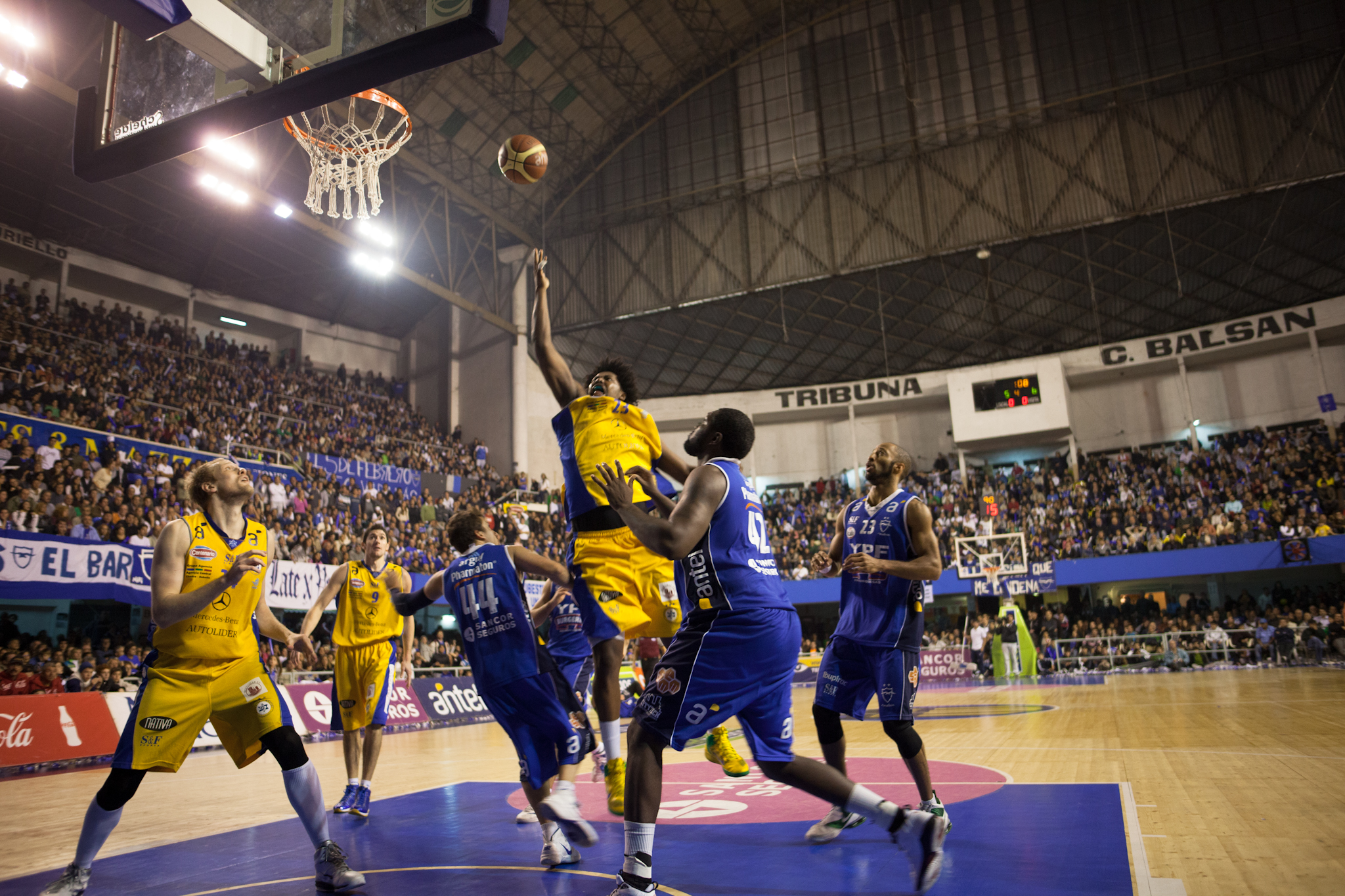
La partita tra Hebraica y Macabi e Malvín valida per la LUB 2011-12, disputata presso il Palacio Peñarol.

| Squadra           | Titoli | Secondo posto | Edizioni vinte               |
| ----------------- | ------ | ------------- | ---------------------------- |
| Malvín            | 5      | 3             | 2007, 2011, 2014, 2015, 2018 |
| Aguada            | 4      | 3             | 2013, 2019, 2020, 2024       |
| Club Biguá        | 4      | 3             | 2008, 2009, 2021, 2022       |
| Hebraica Macabi   | 4      | 1             | 2012, 2016, 2017, 2023       |
| Defensor Sporting | 2      | 4             | 2003, 2010                   |
| Nacional          | 1      | 2             | 2025                         |
| Trouville         | 1      | 2             | 2006                         |
| Salto Uruguay     | 1      | 0             | 2005                         |
| Peñarol           | 0      | 2             |                              |
| Paysandu BC       | 0      | 2             |                              |

## MVP LUB
Il Liga Uruguaya de Básquetbol MVP (in inglese: Uruguayan Basketball League MVP) è il premio annuale assegnato al miglior giocatore della massima serie professionistica uruguaiana.
Il premio è stato istituito a partire dalla stagione inaugurale del 2003, e il primo vincitore fu Diego Castrillón. Il giocatore che ha ricevuto più volte questo riconoscimento è Leandro García Morales, che se lo è aggiudicato quattro volte, stabilendo così il record nella storia della competizione.

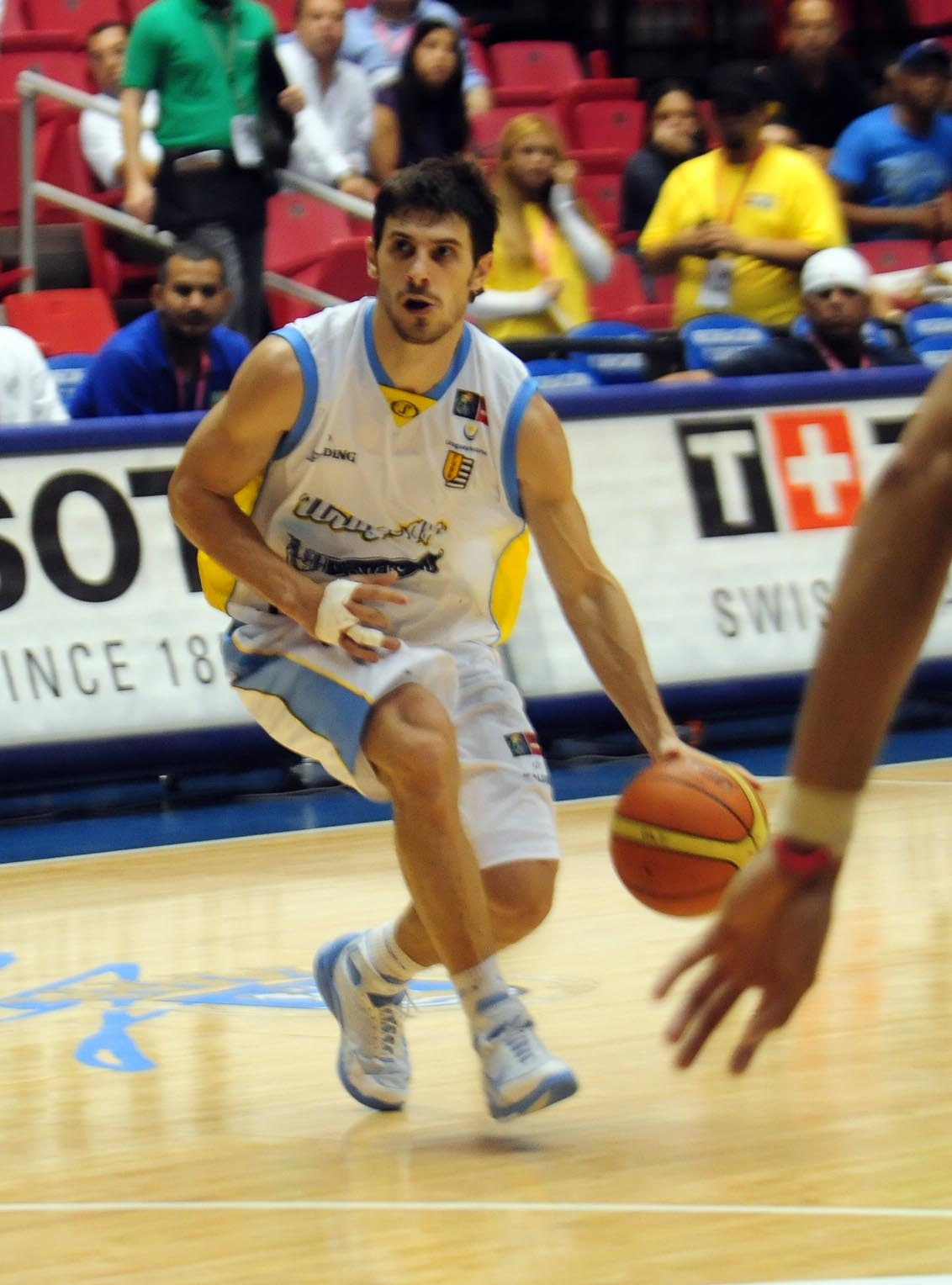
Leandro García Morales, quattro volte vincitore dell'MVP (2008, 2009, 2013, 2017).

| Stagione | MVP                        | Squadra           | Note                |
| -------- | -------------------------- | ----------------- | ------------------- |
| 2003     | Diego Castrillón           | Defensor Sporting |                     |
| 2004–05  | Luis Silveira              | Salto Uruguay     |                     |
| 2005–06  | Marcel Bouzout             | Trouville         | [ 5 ]               |
| 2006–07  | Fernando Martínez          | Malvín            |                     |
| 2007–08  | Leandro García Morales     | Club Biguá        |                     |
| 2008–09  | Leandro García Morales (2) | Club Biguá        | [ 6 ]               |
| 2009–10  | Panchi Barrera             | Unión Atlética    |                     |
| 2010–11  | Reque Newsome              | Malvín            | [ 7 ]               |
| 2011–12  | Mauricio Aguiar            | Hebraica Macabi   | [ 8 ]               |
| 2012–13  | Leandro García Morales (3) | Aguada            |                     |
| 2013–14  | Bruno Fitipaldo            | Malvín            | [ 9 ] [ 10 ] [ 11 ] |
| 2014–15  | Mathías Calfani            | Malvín            | [ 12 ]              |
| 2015–16  | Luciano Parodi (1)         | Hebraica Macabi   | [ 13 ] [ 14 ]       |
| 2016–17  | Leandro García Morales (4) | Hebraica Macabi   | [ 15 ]              |
| 2017–18  | Marcel Souberbielle        | Malvín            | [ 16 ] [ 17 ]       |
| 2018–19  | Andrew Freeley             | Aguada            |                     |
| 2019–20  | Dwayne Davis               | Aguada            |                     |
| 2021     | Donald Sims                | Club Biguá        |                     |
| 2021–22  | Luis Santos                | Club Biguá        | [ 18 ]              |
| 2022–23  | Luciano Parodi (2)         | Hebraica Macabi   | [ 19 ]              |
| 2023–24  | Donald Sims (2)            | Aguada            |                     |
| 2024–25  | Patricio Prieto            | Nacional          | [ 20 ]              |